# HD 120987
HD 120987，又名CD-35 9090，SAO 204955、HR 5222，是一颗恒星，视星等为5.54，位于銀經316.88，銀緯25.52，其B1900.0坐标为赤經13h 47m 41.9s，赤緯-35° 25.52′ 14″。